# Верхнетатышлинская волость
Верхнетатышлинская волость — волость в Бирском уезде Уфимской губернии. Волостной центр — деревня Верхне-Татышлина  (ныне село Верхние Татышлы).
Ныне территория волости в составе Аскинского и Татышлинского районов Республики Башкортостан, Куединского муниципального округа и Чернушинского района Пермского края Российской Федерации.

## География
Местность горная с незначительными болотами.
В пределах волости протекают с восточной стороны р. Танып и с южной — реч. Арей, по коим весной сплавляется лес. Есть казённая и 3 башкирские лесных дачи; в последних лес остался мелкий.
Почва суглинистая.

## Состав
По справочнику 1906 года волость состояла из 47 селений и 2 хуторов.
По данным на 1913 год в состав волости входили:
- Анастасьина (ныне Анастасино)
- Арибашева
- Бедряж
- Беляшка (ныне Беляшево)
- Бизь
- Булегард-Кайпанова (ныне Буль-Кайпаново)
- Вашшезы
- Верхне-Кудашева
- Верхне-Татышлина  — волостной центр (ныне  Верхние Татышлы)
- Енаулова (ныне Янаул)
- Зирмизина (ныне урочище Заримзи-Басу)
- Зотина х., на реч. Солодовке
- Кальтева (ныне Кальтяево)
- Кашлау-Елга (ныне Кшлау-Елга)
- Копытова (Малахова), д. на реч. Есаулке
- Кумалак, поч. на кл.
- Курдымова (ныне Старый Курдым)
- Кытки-Елга
- Левый Бизяр (ныне Бизяр)
- Мало-Бальзува (ныне Малая Бальзуга)
- Маныш
- Матосова х., на р. Таныпе
- Нижне-Кудашева (как Нижняя Кудашева вошла в черту Верхнекудашево)
- Нижне-Татышлина (как Нижние Татышлы вошло в черту села Верхние Татышлы)
- Никольский (ныне Никольск)
- Ново-Ирехта  (ныне  Новые Иракты)
- Ново-Казанчина (ныне Новые Казанчи)
- Ново-Кайпанова (ныне Новокайпаново)
- Ново-Кудашева (ныне Новокудашево)
- Ново-Мутабаш
- Ново-Татышлина
- Ново-Чукурова (ныне Новочукурово)
- Ново-Шардак, д. на реч. того же назв. (ныне урочище Новый Шардак[1])
- Новый Трун (ныне ТРун)
- Озерский почин., на оз.
- Правый Бизяр (ныне Бизяр)
- Салаевка
- Солодова (ныне Солодовка)
- Старо-Казанчина (ныне Старые Казанчи)
- Старо-Кайпанова (ныне Старокайпаново)
- Старо-Мутабаш (ныне Старый Мутабаш)
- Старо-Чукурова (ныне Старочукурово)
- Старо-Шардак (ныне Старый Шардак)
- Тупралгина (ныне Тупралы)
- Тышлы-Елга (ныне Бадашка)
- Улу-Елга
- Уразгильдина (ныне Уразгильды)
- Урманастыкуль (ныне Урманкуль)
- Чикашева (ныне Татаро-Чикаши)

## Население
На 1905 год жителей обоего пола 17875. Население состояло из башкир (большинство), русских и удмуртов и преимущественно занималось земледелием.